# Bacchanal
| Recensione | Giudizio |
| ---------- | -------- |
| AllMusic   | [ 1 ]    |

Bacchanal è un album discografico di Gabor Szabo, pubblicato dall'etichetta discografica Skye Recording nell'aprile del 1968.

## Tracce
Lato A
1. Three King Fishers – 4:50 (Donovan)
2. Love Is Blue – 4:17 (Pierre Cour, Brian Blackburn (traduzione testo in inglese), André Popp)
3. Theme from "Valley of Dolls" – 3:45 (André Previn)
4. Bacchanal – 4:55 (Gabor Szabo)

Lato B
1. Sunshine Superman – 3:45 (Donovan)
2. Some Velvet Morning – 5:10 (Lee Hazlewood)
3. The Look of Love – 3:15 (Burt Bacharach, Hal David)
4. Divided City – 3:22 (Gabor Szabo)

## Musicisti
- Gabor Szabo - chitarra
- Jim Stewart - chitarra
- Louis Kabok - basso
- Jimmy Keltner - batteria
- Hal Gordon - percussioni

Note aggiuntive
- Gary McFarland - produttore
- Marcia McGovern - pre-produzione
- Roberta Ballard - manager della produzione
- Registrato il 9 febbraio 1968 al Western Recording di Los Angeles, California
- Andy Richardson - ingegnere delle registrazioni
- Barry Peake - fotografia copertina album
- Charles Stewart - fotografia retrocopertina album
- Robert Flynn - design album
- Barbara Flynn - liner drawing[3]